# Кирата (Непал)

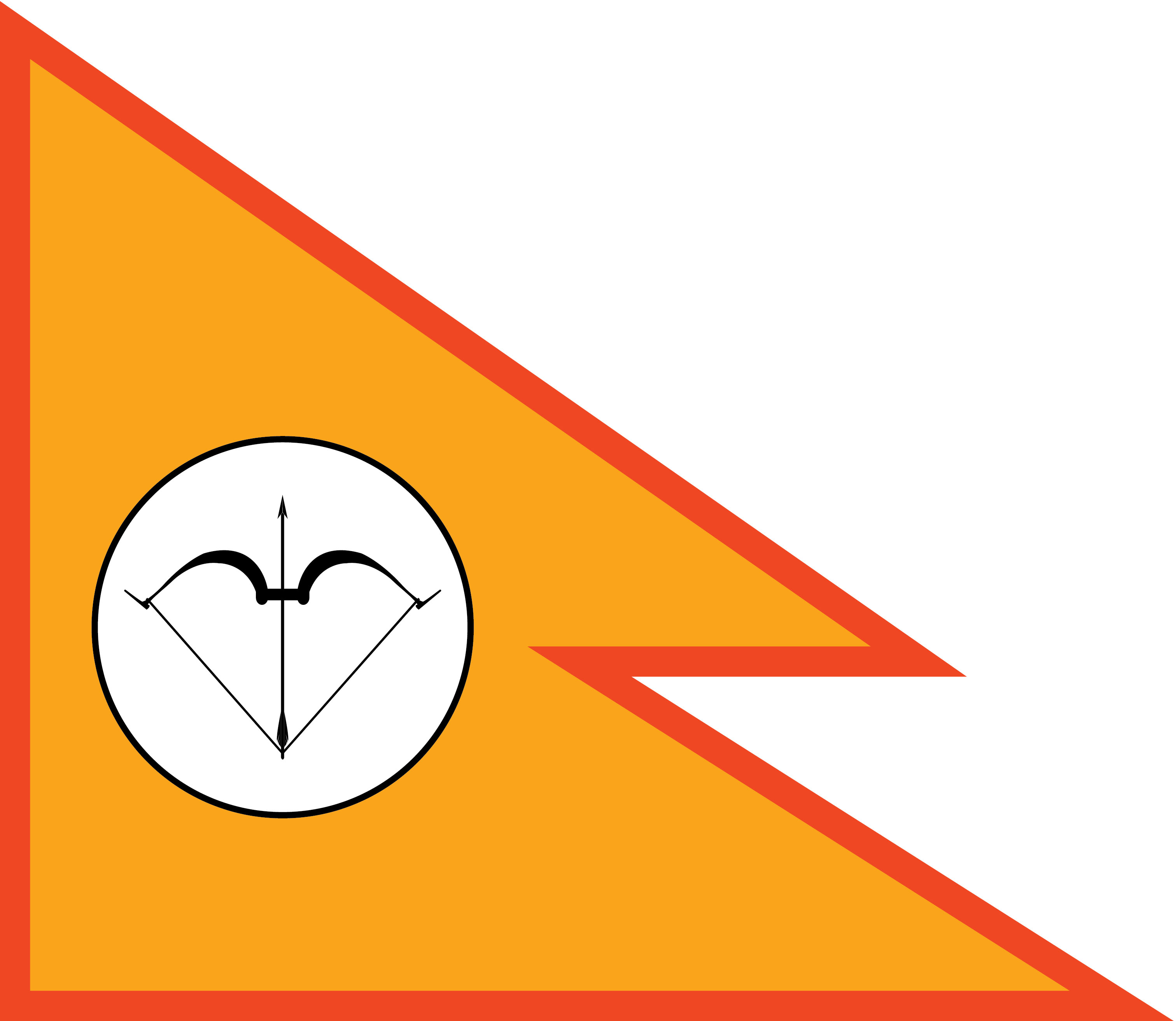
Флаг Кирата

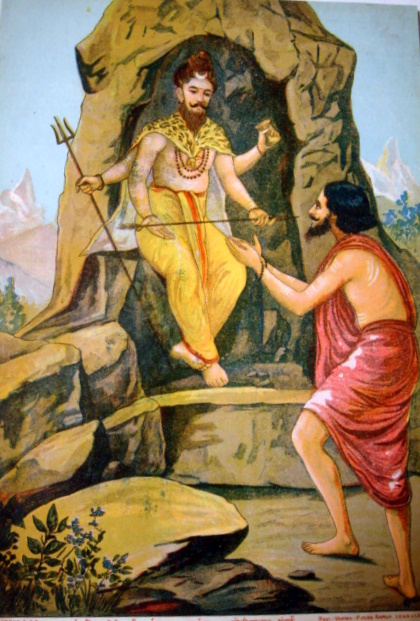
Кирата обучает стрельбе из лука Арджуну. Картина Раджы Рави Варма (1848—1906)

Кирата (древний народ) (непальск. किरात) — является общим термином в литературе на санскрите для монголоидных народов, которые жили в горах, особенно в Гималаях Северо-Восточной Индии.

## Этимология
Предположительно слово «кирата» или «кирати» означает «люди-львы». Название «кирати» является производным от двух слов кира — лев и ти — люди. Сильвен Леви в 1885 году пришли к выводу, что кирата — это общий термин, используемый индусами равнин для обозначения тибето-бирманских народов.

## Историческое упоминание и мифология
Кирата впервые упоминается в Яджурведах. (Шукла XXX.16; Крыша III.4,12,1), а в Атхарваведе (X. 4,14). В дхармашастр Ману (X.44) описаны как кшатрии, обедневшие и частично потеряли свою культуру, оказавшись за пределами влияния брахманизма. Возможно также, что термин является санскритизациею сино-тибетской названия конкретного племени, наиболее вероятно племени кират (киранти, киранти), обитающая на востоке Непала. Птолемей упоминает землю которая называется Киррадия. Население которой он характеризует как варварское, монголоидное по внешнему виду, говорящее на тибето-бирманском языке. Птолемей описывает их как людей невысокого роста, плоским лицом, волосатых и имеющих белый цвет кожи в отличие от соседних темнокожих индийских народов .
Мифология даёт указание на их географическое положение. В Махабхарате Бхима указывает владения киратов где он встречает их на востоке Видехи, где рождается сын Гхатоткача. В Йога Васиштха 1.15.5 Рама рассказывает о «ловушке, установленной кирата», что указывает на то, что в X веке до н.э. кирата считались охотниками, ловили животных при помощи ловушек и капканов, например ямами для оленей. Тот же текст рассказывает о царе Сурагху, правителе кирата друге персидского монарха Паригхы.
Кирата упоминаются как "золотоликие" или жёлтые, в отличие от Нишанда или Даса, которые были «тёмными».

## Религия
Существует ряд доказательств, из исторических источников, что кирата были поклонники Шивы. Но все же считается, что Анимизм, шаманизм и вера в предков были основными религиозными верованиями у Киратов. Названия некоторых праздников Кирата:  Сакела, Сакле, Таши, Сакева. Мундхум (также известный как Пейлан) является религиозным писанием и народной литературой Кирата. На языке Кирата Мундхум означает «Сила великой силы». Мундхум охватывает многие аспекты Киратской культуры, обычаев и традиций, которые существовали до ведической цивилизации в Южной Азии.

## См.также
- Раи (народ)
- Кираты
- Киратское царство
- История Непала